# Foulques de Villaret
Pour les articles homonymes, voir De Villaret.
Foulques de Villaret, né au château d'Allenc et mort le 1er septembre 1327 à Teyran, est élu 25e grand maître des Hospitaliers de Saint-Jean de Jérusalem de juin 1305 à juin 1319 à la suite de son oncle Guillaume de Villaret. C'est sous son magistère que le siège de l'ordre est déplacé à Rhodes.

## Biographie

### Avant la grand maîtrise
Foulques de Villaret est né dans le château familial de la seigneurie d'Allenc, en Gévaudan, il est le fils du seigneur de Serviès. Il est tout d'abord amiral, responsabilité qu'il obtient le 3 juin 1299. Puis, le 31 décembre 1301, il devient grand précepteur. Il profite de ce que son oncle, Guillaume, soit le grand maître de l'ordre pour en devenir son lieutenant ad interim en 1303,.

### La grand maîtrise
C'est en juin 1305 que Foulques de Villaret est élu comme 25e grand maître de l'Ordre, succédant ainsi à son oncle,,. En 1305, il répond dans un mémoire à une demande du pape en proposant diverses mesures pour préparer une nouvelle croisade, dont l'établissement d'une dîme sur les biens ecclésiastiques et d'une taille sur les Juifs de la Chrétienté. À cette époque, Clément V, comme ses contemporains, est aussi préoccupé par la fusion des ordres militaires.

## La conquête de Rhodes
À son arrivée à la tête de l'Ordre, les chevaliers étaient stationnés à Chypre. Le 23 juin 1306, avec l'aide du Génois Vignolo de Vignoli, deux galères de l'Ordre et quelques autres bateaux avec à leurs bord trente-cinq frères et 500 hommes de pied se lancent à l'attaque de l'île de Rhodes. Les Hospitaliers s'emparent le 20 septembre du château ruiné de Pheraclos, mais leur assaut sur la ville de Rhodes cinq jours plus tard est repoussé. En novembre, ils prennent par trahison le château de Phileremos (de) et peu après la forteresse de Lindos. Entretemps, Villaret est retourné à Chypre où se tient un chapitre général le 3 novembre 1306. Les Hospitaliers s'adressent à l'empereur Andronic II Paléologue lui proposant de lui fournir, contre les Perses, 300 chevaliers en échange d'une reddition. L'empereur, indigné, rejette l'offre en avril 1307,. Avant ou après cet épisode, les Rhodiens reçoivent l'aide de huit galères byzantines pour défendre la cité de Rhodes en 1307.
En 1307, Foulques de Villaret se rend sur la demande de Clément V à Poitiers où il est présent au moins dès août 1307 et où il reste jusqu'au 12 août 1308. Le pape revient sur la problématique de la croisade mais Foulque propose un « passage » limité pour s'assurer de solides points d'appui avant un « grand passage ». Il correspond avec le roi de France Philippe le Bel qui promet sa participation mais cette croisade n'aboutissait pas, elle était chaque jour retardée. Villaret avait réuni des armes et des chevaux, achetés un important approvisionnement en vivres, fait construire 57 bâtiments ou galères, il avait convoqué 500 chevaliers, tout cela sans résultat.
Foulques part de Marseille le 5 septembre 1309 et emmène des renforts aux escales de Gênes, Naples et Brindisi ; il se trouve alors à la tête de 200 à 300 chevaliers et de 3 000 hommes. Il arrive à Clarence au printemps 1310 et débarque en mai à Rhodes dont il achève la conquête. Le « passage particulier » organisé par le pape et Villaret a au moins servi pour en finir avec Rhodes.
L'année de la prise de la ville de Rhodes est discutée, en raison de la discordance des sources originales, mais on sait qu'il s'agissait d'un 15 août. Jonathan Riley-Smith parle de 1306 ou 1307 ; Joseph Delaville Le Roulx pense qu'il s'agissait de l'année 1308,, suivi par Venance Grumel, Paul Lemerle ou A. S. Atiya et Anthony Luttrell dans ses premiers travaux ; ce dernier opte ensuite pour 1309, année indiquée par Jürgen Sarnowski comme « probable », de même qu'É. Baratier et R. Reynaudet ou É. Zachariadou ; R. de Vertot, G. Golubrovich, F. Heidelberger, F.-M. Delorme et A. L. Tăutu, M. L. Dulst-Thiele et récemment Alain Demurger retiennent la date de 1310, « l'opinion traditionnelle » suivant A. Failler. Selon la date effective de la prise de la ville, l'expédition du printemps 1310 aura servi soit à achever la conquête de l'île, soit à précipiter la fin du siège.

## Affaires chypriotes
En mai 1310, le roi Henri II de Chypre alors en exil en Cilicie désigne Foulques comme son représentant à Chypre, en attendant son retour. Après l'assassinat le 5 juin 1310 de l'usurpateur Amaury, les Hospitaliers jouent un rôle déterminant dans la restauration d'Henri et peuvent récupérer en 1312 les possessions templières sur l'île.

## Relations avec les émirats côtiers turcs
En 1311/12, le roi de Naples lui envoya Colard de Pernes pour conclure une alliance contre les Mamelouks d’Égypte. Foulques de Villaret refusa car on demandait aux Hospitaliers de s'engager aussi contre la compagnie catalane dont ce n'était pas le rôle de s'engager dans des conflits européens en Romanie.
Selon Marino Sanudo, qui l'a connu à Rhodes, Foulques était habile à mettre la discorde parmi ses voisins turcs, ce qui lui aurait permis de briser la puissance de l'émir de Menteshe en soutenant ses fils. En 1311, les Hospitaliers rompirent avec les Génois qui s'allièrent alors à l'émirat de Menteshe. En 1312, une flotte turque de 23 vaisseaux, appartenant probablement à ce dernier, passa en vue de Rhodes. Il se lança à leur poursuite jusqu'à l'île d'Amorgós. Après avoir mis le feu à la flotte, il poursuivit les Turcs, au nombre d'environ 800, jusque sur une éminence où après un échange sanglant, il remporta une victoire. Il perdit 57 chevaliers et 300 hommes mais seuls 9 ou 10 musulmans en réchappèrent.
En 1313, Foulques affirme avoir capturé plusieurs forteresse sur la côte turque. Il dirigea aussi sa police des mers contre les négociants chrétiens qui trafiquaient avec les Musulmans dans la contrebande de guerre (bois, fer, armes, etc.). Un navire génois à destination de l'Égypte fut capturé par les Hospitaliers en pleine mer et conduit à Brindisi. Les Génois saisirent le pape qui chargea l'archevêque de Gênes et l'évêque de Nola de réunir les preuves du trafic et les archevêques de Naples et de Brindisi de faire restituer aux Hospitaliers les marchandises mises sous séquestre. Dans le même temps les Génois déléguaient Antoine Spinola pour réclamer aux Hospitaliers le navire et sa cargaison séquestrée. Devant le refus de Foulques, des négociants génois avec l'aide d'un sarrasin, Madachia, firent arrêter plus de 250 négociants rhodaniens. Madachia accepta 50 000 florins d'or pour recruter des mercenaires contre les Hospitaliers. Il ne parvient pas à s'emparer de l'île mais entretient des galères pour riposter à la police hospitalière. Foulques délégua les prieurs de Rome et de Lombardie pour faire cesser ces agissements. Clément V, le 26 novembre 1311, envoya une lettre et son chapelain à Gênes, Bozzolo de Parme, pour exiger la remise des prisonniers et la restitution des marchandises. Le 25 mai 1313, les Hospitaliers arraisonnent 2 galères, 1 nef et d'autres bâtiments qui allaient de Chypre à Gênes, confisquant les marchandises et emprisonnant les équipages.
En 1318, sous les ordres d'Albert de Schwarzbourg, les Hospitaliers reprirent la mer. Nous n'avons aucun détail mais le pape confirma Schwarzbourg dans la charge de grand précepteur en lui accordant la concession viagère sur l'île de Kos en reconnaissance. L'année suivante, en 1319, Schwarzbourg organisa une autre expédition avec 24 barques, 80 chevaliers, les sergents d'arme et chevaux utiles à ce type d'expédition. Il partit de Rhodes le 28 juin et rejoignit à île de Chios le Génois Martin Zaccaria. Il apprit le 13 juillet qu'une flotte turque composée de 29 bâtiments, 10 galères et 19 vaisseaux de 60 à 80 rameurs avec 2 600 hommes se préparait. Il fut informé le 23 juillet que cette flotte venait à lui. Il ne se refusa pas au combat et avec 1 galère et 6 ou 8 bateaux de Zaccaria décida de les affronter. Avec le renfort opportun de 11 galères génoises il livra un combat sanglant et au coucher du soleil la victoire lui fut acquise. Les pertes turques étaient de 1 500 hommes tués ou noyés ; à peine 6 bateaux et 400 Turcs s'échappèrent à la faveur de la nuit.

## Dévolution des biens de l'ordre du Temple
Au début du XIVe siècle, une querelle oppose le roi de France Philippe le Bel au pape Boniface VIII, ce dernier ayant affirmé la supériorité du pouvoir pontifical sur le pouvoir temporel des rois, en publiant une bulle en 1302, Unam Sanctam. Le roi s'entoure de légistes royaux qui prépare la réponse du roi de France. Elle arrive sous la forme d'une demande de concile aux fins de destituer le pape, lequel, à son tour, excommunie Philippe le Bel et toute sa famille par la bulle Super patri solio. Boniface VIII meurt le 11 octobre 1303, peu après l'attentat d'Anagni perpétré par Guillaume de Nogaret, conseiller du roi et son garde du Sceau. Son successeur, Benoît XI, a un pontificat très bref puisqu'il meurt à son tour le 7 juillet 1304. Clément V est élu pour lui succéder le 5 juin 1305.
Au printemps 1307, la vocation militaire de l'ordre du Temple est mise en doute publiquement par Philippe le Bel. Le 24 avril 1307, le pape ordonne une enquête sur les accusations porté par le roi de France. Pour forcer la main du pape, le 13 octobre 1307, Philippe le Bel fait incarcérer tous les Templiers qui se trouvent sur son territoire et nomme des administrateurs chargés de gérer les possessions templières. Le 22 novembre 1307, Clément V ordonna alors à tous les souverains d’arrêter aussi tous les Templiers qui se trouvaient sur leur territoire mais cela eut un résultat divers. L'Angleterre s'y conforma mais laissa les Templiers libres jusqu'à leur comparution et au Portugal, en Allemagne ou en Sicile aussi. En Aragon, en Castille, en Navarre, en Roussillon, à Naples, en Provence s'y conforma et à Chypre l'ordre pontifical fut exécuté à contre cœur mais après la mort d'Aimery II de Lusignan, ils furent soumis à la question et périrent tous avant d'être jugés.
Le pape toujours convaincu de leur innocence, demande à les interroger personnellement à Poitiers. Leurs dépositions donnent raison au roi de France. La bulle Faciens misericordiam reconnait les soi-disant égarements des Templiers et organise des commissions d’enquêtes. L'enquête donna des résultats contradictoires et Clément V convoqua le concile de Vienne qui finalement le 22 mars 1312 par la bulle Vox in excelso dissous les Templiers et disposa de leurs biens. Le 2 mai suivant l'ensemble de leurs biens revient aux Hospitaliers par la bulle Ad providam.

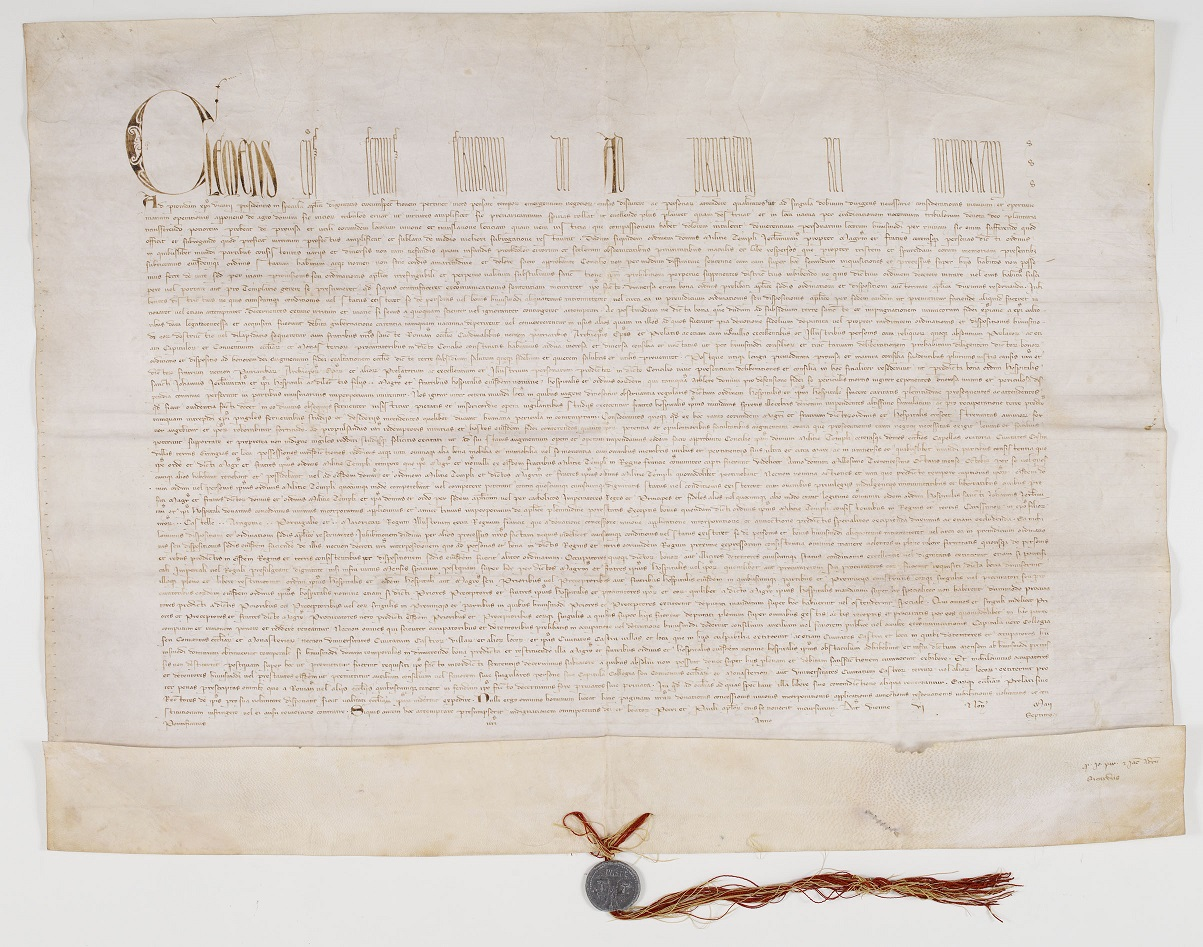
Bulle papale Ad providam

La bulle Considerantes dudum du 6 mai réserva le sort des dignitaires de l'Ordre au pape. Le 22 décembre 1313, la commission formée pour les juger, condamna les accusés à la prison perpétuelle mais à la lecture du jugement, le grand maître Jacques de Molay et Geoffroy de Charnay, maître de Normandie, reviennent sur leurs aveux et clament leur innocence et celle du Temple. En conséquence, les juges condamnent Molay et Charnay au bûcher, condamnés comme relaps pour être retombés dans leurs erreurs. Philippe le Bel les livre aux flammes le jour même, sur l'île aux Juifs.
C'est Foulques qui reçut, le 22 mai 1312, la dévolution des biens de l'ordre du Temple. Aussitôt il nomma le grand précepteur de l'Hospital, Albert de Schwarzbourg, avec le titre de visiteur et lui donna les pouvoirs les plus étendus. Le 17 octobre 1312, il nomma un conseil composé du grand drapier Richard de Ravellino, du prieur de Rome, Philippe de Graguana, du prieur de Venise Léonard de Tiberti et des commandeurs Henri de Mayniers, Arnaud de Solers, Artaud de Chavanon et Durand de la Prévôté avec mission de conseil et d'assister Schwarzbourg en Occident. Alors que la négociation était en cours avec Édouard II, Schwarzbourg résigna sa charge qui fut donnée le 3 novembre 1314 à Léonard de Tiberti, procureur général de l'Hôpital auprès du Saint-Siège et son neveu Fr. de Tiberti comme nouveau membre de la commission. Les Hospitaliers mettront une dizaine d'années à se faire remettre la plupart des biens des Templiers à l'exception d'une partie de ceux de la péninsule ibérique.

## Expansion territoriale
Venise était la puissance régionale qui grâce à ses possessions tenait les principales îles de l'archipel. La Sérénissime trouva intéressant d'avoir pour voisin un ordre militaire capable de faire la police maritime pour la chrétienté. Elle trouva donc intérêt à laisser les Hospitaliers s'installer. Foulque profita de la situation pour étendre son implantation. En 1313, il s’intéressa aux îles de Karpathos, Saria et Kassos qui étaient sous la domination d'André I Cornaro, un Vénitien, dont les fils, qui gouvernaient en l'absence de leur père, s'étaient quelque peu mis à dos la population. Foulque sut jouer des dissensions et prit possession des îles. Venise envoya au début de 1314 un ambassadeur, Marc Marinoni. Foulque se disculpa le 25 avril 1314 dont la lettre lue devant le sénat le 10 juin 1314 ne convainc pas le doge. Foulque restitua les îles le 20 juin 1316.
Foulques s'attaqua aussi aux îles de Kos et Nisyros situées au nord-ouest de Rhodes. L'île de Kos fut conquise en 1314 et fortifiée par la construction des châteaux d'Arangea à l'est et d'Andimachi au sud. Quant à l'île de Nissiros, elle fut donnée en fief le 15 août 1316 à la famille d'Assanti d'Ischia pour revenir aux Hospitaliers, après le décès de Barthélémy dernier survivant mâle de la famille, le 30 mai 1386.
L'ordre poursuivit ses conquêtes, occupant successivement Symi, Episkopí, Tilos et Chálki.

## Gestion de l'Ordre
Absorbé par l’installation des Hospitaliers à Rhodes, Foulques de Villaret fait passer l'administration de l'Ordre au second plan. Il est directement intéressé par ce relâchement dont il est lui-même responsable. Il a pourtant été à l'origine, en 1305, 1306, 1311 et en 1314 des réunions du chapitre général qui ont promulgué un certain nombre de nouvelles règles qui attestent d'un souci d'améliorer la discipline de l'Ordre.
Malgré tout Foulques ne fait pas face à toutes ses prérogatives et le pape, Jean XXII, est obligé de les remplir à sa place. Il renouvelle les privilèges généraux de l'Ordre : il enjoint aux frères de se soumettre à l'autorité magistrale, aux chevaliers une vie moins dissolue, à moins de luxe dans les vêtements, que les chapitres prieuraux soient tenus régulièrement et annuellement, qu'aucun frère ne jouisse de deux commanderies à la fois, etc.. Il défend au grand maître de consentir à l’aliénation des biens hospitaliers et ordonne aux prélats d'annuler celles déjà autorisées et nomme des juges conservateurs des privilèges chargés de recouvrer les biens aliènés. Avec le chancelier Pierre de l'Ongle et le visiteur Léonard de Tiberti et en présence de deux représentants des prieurés d'Angleterre, de France, d'Auvergne, de Provence, d'Allemagne, d'Espagne et d'Italie, il prend des mesures énergiques comme la nomination de tous les prieurs pour une durée de 10 ans à compter du 1er février 1318 ou d'établir une taxe spéciale que chaque prieur devra acquitter en plus des responsions habituels.
Jean XXII est de fait le chef de l'Ordre et gouverne les Hospitaliers sans tenir compte de l'autorité du grand maître. Le Saint-Siège se croit autorisé à agir ainsi car c'est lui qui a attribué à l'Ordre les biens des Templiers ou bien Jean XXII a tout simplement compris l'incapacité de Foulques à sortir l'Ordre de la situation dans laquelle il l'avait précipiter, il importe d'agir vite pour mettre l'Hôpital en état de satisfaire aux projets de croisade qui fut l'obsession constante de ce pape.

## Déposition de Foulques de Villaret
Malgré ces quelques succès, la réputation de Foulques s'était détériorée peu à peu. Il était accusé par les chevaliers de se complaire dans une vie luxueuse et de gouverner en despote. Les frères tentèrent peut-être même de l'assassiner en 1317 en le surprenant de nuit dans sa résidence d'été de Rhodini. Ils le forcèrent à se réfugier à Lindos, le déposent et le remplacent par Maurice de Pagnac. Le 8 juillet 1317, de Pagnac et le couvent informaient le pape Jean XXII par deux lettres séparées. Ils chargèrent Géraud des Pins et quelques chevaliers de porter de vive voix au pape les détails de ce qui s'était passé à Rhodes.
Le 17 et 18 septembre 1317, le pape délégua à Rhodes deux légats, Bernard de Morez, prieur bénédictin de Saint-Caprazy du diocèse de Rodez, et son chapelain, Bozzolo de Parme, chanoine de Tournai avec les pouvoirs les plus étendus. Ils étaient chargés une enquête sur les origines du conflit. Ils devaient obtenir la renonciation de ses pouvoirs et la remise du château de Lindos de la part de Villaret et d'obtenir un état des dettes du grand maître. Le pape nomma Géraud des Pins, vicaire général de l'Ordre avec les pouvoirs d'administrateur et de séquestre. Il avait pouvoir de prendre possession des biens de Foulques, du château de Lindos et pour suppléer aux responsions d'Italie et de Sicile d'emprunter 15 000 florins d'or gagés sur ces mêmes responsions. Le 20 septembre 1317, il convoqua à Avignon Foulques de Villaret, Maurice de Pagnac, Simon de Ciraxeri, prieur conventuel, Ferrand-Rodriguez de Valbuena, grand commandeur d'Espagne et prieur de Castille, Béranger Crosier, grand maréchal et Frédéric Malaspina, grand hospitalier. Le 10 octobre 1317, il envoya à Rhodes un ami personnel de Foulques, Pierre de l'Ongle, chancelier de l'Hôpital, pour expliquer à ce dernier le bien fondé des décisions et en adoucir la rigueur. Bernard de Morez et Bozzolo de Parme prirent la route de Rhodes quelques jours après Pierre de l'Ongle.
Foulques et de Pagnac prirent le chemin d'Avignon à bord des galères qui avaient amené les légats du pape. Foulques prit son temps pour venir à Avignon, il passa par Naples auprès de Robert d'Anjou. Le 25 mai 1318, ce dernier demanda au pape l'autorisation d'emmener Foulques à Gênes et il arriva finalement à Avignon début août. Le pape hésita entre la notoriété de Foulques et la légalité de la nomination de de Pagnac. Il finit par prendre sa décision : il cassa l'élection de Pagnac qui reçut en dédommagement, le 1er mars 1319, la commanderie d'Arménie et la moitié de la commanderie de Chypre ; il révoqua les statuts promulgués par Foulques mais le confirma dans son magistère probablement en échange de sa résignation. Ce dernier finit par renoncer en 29 juin 1319. En guise de compensation, il reçut le prieuré de Capoue avec réserve de la commanderie de Naples. Mais Villaret continua à Capoue ses errements de Rhodes et pour éviter un nouveau scandale le pape le nomma à Rome et le prieur de Rome, Philippe de Gragnana, à Capoue, le 13 janvier 1325. Il ne réussit pas mieux à Rome et le 25 avril 1326, le pape lui alloua une pension de 2 000 florins gagée sur les revenus du prieuré de Navarre et sur ceux du prieuré de Champagne. Il retourna en Languedoc auprès de sa sœur à Teyran près de Montpellier où il mourut le 1er septembre 1327. Il fut alors inhumé en l'église Saint-Jean de Montpellier.